# Communauté de communes du Pays de Gueugnon
Die Communauté de communes du Pays de Gueugnon war ein französischer Gemeindeverband mit der Rechtsform einer Communauté de communes im Département Saône-et-Loire in der Region Bourgogne-Franche-Comté. Sie wurde am 29. Dezember 1999 gegründet und umfasste 17 Gemeinden. Der Verwaltungssitz befand sich im Ort Gueugnon.

## Historische Entwicklung
Am 1. Januar 2017 wurde der Gemeindeverband mit der Communauté de communes entre Somme et Loire zur neuen Communauté de communes Entre Arroux, Loire et Somme zusammengeschlossen.

## Ehemalige Mitgliedsgemeinden
1. Chassy
2. Clessy
3. Curdin
4. Dompierre-sous-Sanvignes
5. Gueugnon
6. La Chapelle-au-Mans
7. Marly-sur-Arroux
8. Neuvy-Grandchamp
9. Rigny-sur-Arroux
10. Saint-Romain-sous-Versigny
11. Toulon-sur-Arroux
12. Uxeau
13. Vendenesse-sur-Arroux